# Irga pozioma
Irga pozioma (Cotoneaster horizontalis) – gatunek niskiego krzewu z rodziny różowatych, dorastający do 0,5–1 m wysokości. W naturze występuje w południowo-środkowych i wschodnich Chinach oraz na Tajwanie. Gatunek często uprawiany, także w Polsce. Walorem ozdobnym jest oryginalny pokrój, liście przebarwiające się jesienią na czerwono, długo utrzymujące się owoce (do wiosny kolejnego roku).

## Morfologia
PokrójCharakterystyczny niski (do 1 m wysokości, ale rosnąc na podporach, np. na murach, może sięgnąć 4 m), o szeroko, często niemal poziomo rozpostartych na boki gałęziach. Całe rozgałęzienia ze względu na swoją regularność, przypominają "rybi szkielet". Młode pędy są owłosione i czerwonobrązowe.
LiścieOsadzone na krótkich, do 2 mm długości, ogonkach. Blaszki małe, osiągające do 1,2 cm długości, o szerokoeliptycznym lub rzadziej okrągławym kształcie, ciemnozielone oraz błyszczące. Jesienią zwykle czerwone.
KwiatyZebrane po 1–2 w kwiatostanie. Kielichy owłosione, z trójkątnymi działkami. Płatki korony różowopurpurowe, jaśniejsze na końcach. Pręciki w liczbie 10–15, słupki 2–3. Kwitnienie trwa w maju i czerwcu.
OwocePomarańczowo-czerwone i błyszczące, kształtu elipsoidalnego o długości do 6 mm. Owocowanie trwa od sierpnia do września.